# Golden Reinette
Golden Reinette es una  variedad cultivar de manzano (Malus domestica).
Una variedad de manzana de la que se desconocen sus parentales de procedencia. Se cree que se originó en Europa antes del siglo XVII. Se conoce en Inglaterra desde mediados del siglo XVII. Ampliamente considerada una variedad de Hertfordshire, la 'Golden Reinette' se desarrolló en la Europa continental y se llevó al Reino Unido. Las frutas tienen una pulpa crujiente y amarilla con un sabor dulce subácido.

## Sinónimos
- "Aurore",
- "Court-pendû dorée",
- "Dundee",
- "Elizabeth",
- "English Pippin",
- "Golden Renet",
- "Golden Rennet",
- "Kirke's Golden Reinette",
- "Megginch Favourite",
- "Pomme Madame",
- "Princesse Noble",
- "Reinette d’Aix",
- "Reinette Gielen",
- "Wygers",
- "Wyker Pippin",
- "Wykes Pippin",
- "Yellow German Reinette".[4][5]

## Historia

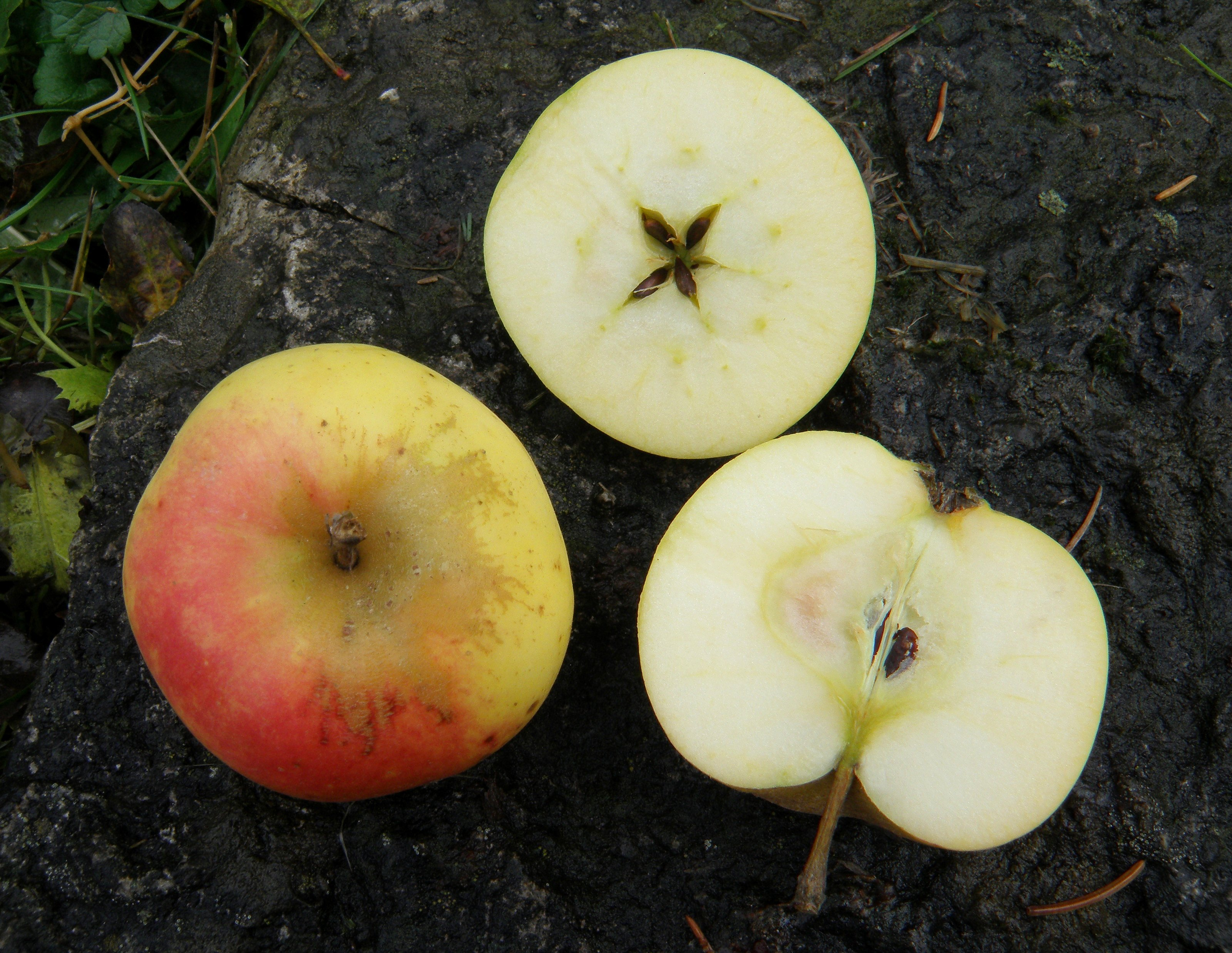
Golden Reinette

Una variedad de manzana de la que se desconocen sus parentales de procedencia. Se cree que se originó en Europa antes del siglo XVII. Se conoce en Inglaterra desde mediados del siglo XVII. Ampliamente considerada una variedad de Hertfordshire, la 'Golden Reinette' se desarrolló en la Europa continental y se llevó al Reino Unido.
'Golden Reinette' está cultivada en diversos bancos de germoplasma de cultivos vivos tales como en National Fruit Collection (Colección Nacional de Fruta) de Reino Unido con el número de accesión: 2000-038 y Nombre Accesión : Golden Reinette.

## Características
'Golden Reinette' tiene un tiempo de floración que comienza a partir del 6 de mayo con el 10% de floración, para el 12 de mayo tiene una floración completa (80%), y para el 20 de mayo tiene un 90% de caída de pétalos.
'Golden Reinette' tiene una talla de fruto de mediano a grande; forma redondo y aplanado, puede haber algunas nervaduras, pero a menudo no se distinguen, con una altura de 65.02mm y una anchura de 73.23mm; con nervaduras muy débiles, y corona media; epidermis con color de fondo amarillo intenso, con sobre color naranja en una cantidad media, con sobre color patrón rayas / chapa lavada presentando un lavado de rojo en la cara expuesta al sol con vetas de un rojo brillante, las lenticelas de "russeting" son abundantes en ambas caras, "russeting" (pardeamiento áspero superficial que presentan algunas variedades) bajo; pedúnculo corto y se encuentra en una cavidad redonda y profunda que a menudo está cubierta de un ligero "russeting"; pulpa color crema, crujiente, dulce y jugosa. Algo enérgico con sabor y aroma afrutado.
Su tiempo de recogida de cosecha se inicia a principios de octubre. Se conserva bien hasta cinco meses en cámara frigorífica y sigue mejorando su sabor.

## Progenie
'Golden Reinette' es origen de Desportes, nuevas variedades de manzana:
- Glory of Boskoop

## Usos
Se usa más comúnmente para hacer sidra. Por sí sola, produce una sidra suave, dulce, ligeramente ácida y afrutada. Para la sidra dura, úsela como elemento dulce para mezclar con manzanas picantes y amargas. También se utiliza para hornear y mantiene su forma cuando se cocina.r.

## Ploidismo
Diploide. Autofértil, pero los cultivos mejoran con un polinizador compatible. Grupo de polinización : D, Día de polinización: 12.

## Vulnerabilidades
Resistente al mildiu y a la sarna del manzano.